# Geneva (Alabama)
Geneva és una població dels Estats Units a l'estat d'Alabama. Segons el cens del 2010 tenia 4.452 habitants. Segons el cens del 2000, Geneva tenia 1.801 habitatges, i 1.197 famílies. La densitat de població era de 113,9 habitants/km².